# Aéroport de Pukchang
L'aéroport de Pukchang est un aéroport militaire situé près de la ville de Sunchon dans la province de Pyongan du Sud, en Corée du Nord.

## Installations
L'aéroport ne possède qu' une seule piste en béton orientée 14/32 longue de 2484 mètres et large de 50 mètres. Il dispose de plusieurs aires de trafic et d'une voie de circulation menant à la fois aux aires de stationnements et aux aires de stockage couvertes des appareils. Le site accueille un régiment de chasseurs Mikoyan-Gourevitch MiG-23.

## Essais de missiles
L'installation est utilisée pour le lancement d'un missile balistique à portée intermédiaire Hwasong-12 le 28 avril 2017, le missile s'écrase à l'issue du test dans la région de Tŏkch'ŏn.